# Incudine

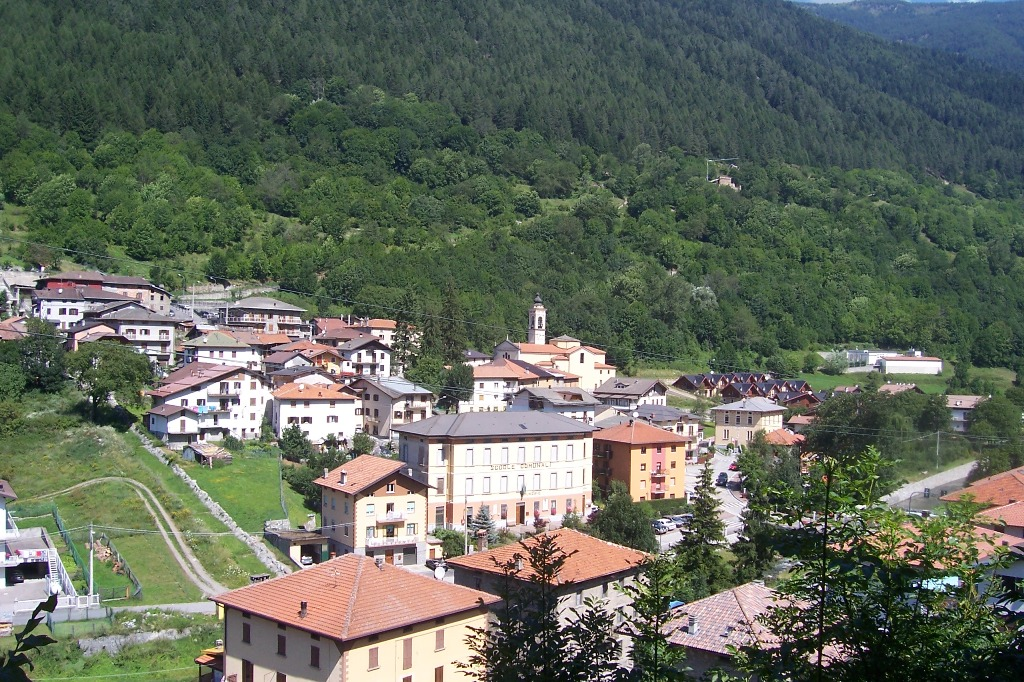
Panorama von Incudine

Incudine ist eine norditalienische Gemeinde mit 346 Einwohnern (Stand 31. Dezember 2023) in der Provinz Brescia in der Lombardei. Die Gemeinde liegt etwa 77 Kilometer nordnordöstlich von Brescia im Valcamonica am Oglio und gehört zur Comunità montana della valle Camonica.

## Verkehr
Durch die Gemeinde führt die Strada Statale 42 del Tonale e della Mendola von Treviglio nach Bozen.